# 児玉惟行
児玉 惟行（こだま これゆき）は、平安時代後期の武蔵国児玉郡の豪族、武将。武蔵七党の一つにして最大勢力の集団を形成する事となる武士団、児玉党の党祖。有道惟能の子息。児玉氏系図では児玉遠岩の子息とあり、『武蔵七党系図』には藤原伊周の子息と記されているが、後世の創作と見られる（後述）。有道氏から児玉氏を称したとされ、実質的な児玉氏の祖である。

## 別当から在地豪族へ
古代、児玉郡大寄郷若泉庄の阿久原（現・神川町の南部）には官営牧場があり、朝廷よりの派遣官人、つまり阿久原の別当（管理者）として惟行は赴任して来た。当時は、有道 遠峰 維行（ありみち こだま これゆき）と称した（後に児玉惟行と呼ばれる）。しかし、任務完了後も児玉郡にとどまり、そのまま在地豪族と化したと伝えられている（官営牧場と馬の管理は武士団の基盤となっていった）。そして武蔵国最大の武士団となる児玉党の党祖となった。

### 系譜伝承の差異
児玉氏系図には、父は児玉遠岩であると記されているが、伝承に差異があり、名の継承の観点からすれば、有道惟能→惟行の方が信憑性はある（従って、遠岩なる人物は実在しなかった可能性が高い）。
異伝とされる伝承では、惟能は藤原伊周の家司として仕えていたが、後に武蔵介となり、児玉郡を開墾して移住した。その子息である惟行も武蔵守となり、父の故地である児玉に定住し、児玉（遠峰）氏を称したと言う。さらに別の文献では、治暦・延久年間（1065 - 74年）に有貫主惟行なる人物が武蔵守を離任後も児玉に定住し、児玉氏を名乗ったとある。没年についても諸説あり、8月8日に69歳で没したと言う伝えもある。藤原伊周(定信?)公の次男である藤原伊行と同一視する（有道伊行であるとする）伝えもあるが、いずれも後世に創作された伝承と考えられる（後述のその他の方を参照）。
惟行の嫡男、児玉弘行（児玉党本宗家2代目、通称は大夫）が後三年の役（1083年 - 1087年）に参戦していたと言う伝えからも、惟行は平安時代後期の人物と考えられる。また、浅見山（本庄で言う大久保山）丘陵の南西端、現在の児玉町下浅見地区に西光寺（児玉氏の菩提寺）を建立し、阿弥陀如来を安置したとされる（庄氏の菩提寺である宥荘寺と同様に14世紀中頃の薊山合戦にて焼失したとされる）。

### 諸氏族への分岐
児玉党本宗家3代目児玉家行（惟行の孫）以後、本宗家は庄氏を名乗り、その本拠地を北上して栗崎の地（現在の本庄台地）に移す事となる。その直系の家督は庄小太郎頼家で絶える事となるが、児玉党本宗家は庄氏分家によって継がれていく事となり、本庄氏が児玉党本宗家となる。惟行の嫡流達は児玉郡内を流れる現・九郷用水流域に居住し、土着した地名を名字とし、児玉・塩谷・真下・今井・阿佐美・富田・四方田・久下塚・北堀・牧西などなど多くの支族に分かれていった。
児玉氏の嫡流は多くの氏族に分かれていったが、当然の事ながら、その後も（現在でも）児玉氏を称している一族は全て分家格に当たる（児玉氏の最も直系の嫡流は本庄氏である為）。

## 子息
系図上の子息は、嫡男が児玉弘行、次男が児玉経行、三男が児玉貞行、四男が児玉惟親とされる（上述の様に、児玉氏の本宗家は、その後、庄氏を名乗る）。阿久原牧の経営は次男である経行が引き継ぎ、秩父平氏と結び付き、子孫は平児玉を名乗り、秩父郡や上野国甘楽郡の鏑川流域、群馬郡烏川・井野川流域に移住したと伝えられる。

## その他
- 惟行の館址は現在の神川町の南部にあり、「政所」と呼ばれている。
- 児玉党は有氏明神社を氏神として祀っていた。神川町の阿久原には現在でも党の祖霊を祀っていると伝えられる有明神社がある。また、児玉党の本宗家は金鑚神社も信仰した為、北上した際、分社を建てさせている。
- 『鎌倉武鑑』の伝えによれば、児玉氏は、藤原鎌足公十二代、中関白道隆公の後葉とされる。ただ、これは後世になって後付けされた系譜であると考えられる。鎌倉期まで児玉党の初姓は有道であった。しかし、庄左衛門尉長家が建武の新政の際に、初姓が藤原であったと奏請し、武者所祗候の時には「藤原長家」と称する事を許されたと『武蔵七党系図』には記されている。雑訴決断所結番交名にも「庄左衛門尉藤原長家」とある。『武蔵七党系図』で、児玉党の祖を内大臣藤原伊周の子、藤原伊行としたのは、庄長家が上洛し（京へ行き）、藤原姓を称した方が社会的に有利であると考えた為と見られ、鎌倉期以後（14世紀中頃）に初姓を改めて地位を向上させようとしたものと考えられる（どちらにしても藤原姓に強い執着が見られる）。
- 上記の様に児玉氏の初姓が藤原姓だったと言うのは後世の創作と考えられる。有道（在道）氏は始め、大部氏を称していた。大部氏が有道氏を賜った事は、『続日本後紀』に見える。従って、大部氏 → 有道（在道）氏 → 遠峰（コダマ・コタマ）氏 → 児玉氏 → 庄氏 → 本庄氏と言うのが本来の流れであり、大部氏から本庄氏に至る。大部氏の祖神はイキシニキホの命とされる（ニギハヤヒの別名とも伝えられる）。